# Jack McMillan
Jack McMillan (Belfast, 14 gennaio 2000) è un nuotatore britannico.

## Carriera
Alle Olimpiadi di Tokyo del 2021 gareggia per la Repubblica d'Irlanda, classificandosi in quattordicesima posizione nella staffetta 4x200 metri stile libero. A partire dal 2022 gareggia per la nazionale britannica.
Tra il 2024 ed il 2025 ha vinto un oro olimpico ed uno mondiale, entrambi nella staffetta 4x200 metri stile libero.

## Palmarès
- Giochi olimpici

Parigi 2024: oro nella 4x200m sl.
- Mondiali

Singapore 2025: oro nella 4x200m sl.